# Hansel Atencia
Hansel Giovanny Atencia Suárez (Barrancabermeja, 24 maggio 1997) è un cestista colombiano.

## Carriera
Con la Colombia ha disputato i Campionati americani del 2017.